# Верхнее Шуабъярви
Верхнее Шуабъярви — озеро на территории Ребольского сельского поселения Муезерского района Республики Карелия.

## Общие сведения
Площадь озера — 1 км², площадь водосборного бассейна — 17,8 км². Располагается на высоте 233,0 метров над уровнем моря.
Форма продолговатая: вытянуто с севера на юг. Берега каменисто-песчаные, местами заболоченные.
Из озера вытекает река Лузингилакши, которая, протекая озеро Лузинги, впадает в озеро Большое Ровкульское, откуда через реки Сулу и Лендерку воды в итоге попадают в Балтийское море.
На юге озера расположен один относительно крупный (по масштабам водоёма) остров без названия.
С запада от озера проходит автозимник.
Код объекта в государственном водном реестре — 01050000111102000010571.